# Pteronotus parnellii
Pteronotus parnellii är en fladdermusart som först beskrevs av Gray 1843.  Pteronotus parnellii ingår i släktet Pteronotus och familjen bladhakor. IUCN kategoriserar arten globalt som livskraftig.
Inga underarter finns listade i Catalogue of Life. Wilson & Reeder (2005) skiljer mellan 9 underarter.
Artepitet i det vetenskapliga namnet hedrar den brittiska fysikern Richard Parnell som även samlade djur och växter under en vistelse i Västindien, däribland artens holotyp.

## Utseende
Hanar blir med en genomsnittlig kroppslängd (huvud och bål) av 71,7 mm och en vikt av cirka 20,4 g större än honor. Honor når cirka 70,4 mm längd och blir ungefär 19,6 g tunga. Arten har mörk eller ljus brunaktig päls. Underarmarna är 50 till 65 mm långa. Liksom hos andra arter av samma släkte bildas underläppen av en tjock platta.
Pteronotus parnellii har något uppåt böjda näsborrar och tjockare hår vid nosen liknar en mustasch. Dessutom kännetecknas huvudet av 16 till 25 mm långa öron med en spets på toppen. På de mörka vingarna och på svansflyghuden förekommer i princip inga hår. Enstaka exemplar har inslag av orange i pälsfärgen. Artens tandformel är I 2/2, I 1/1, P 2/3 och M 3/3, alltså 34 tänder.

## Utbredning
Denna fladdermus förekommer i Central- och Sydamerika från västra Mexiko till centrala Bolivia och centrala Brasilien. Arten saknas i Amazonområdets tätaste skogar. Pteronotus parnellii hittas även på de flesta västindiska öarna. Den vistas vanligen i låglandet men ibland når arten 2200 meter över havet. Habitatet utgörs främst av fuktiga landskap.

## Ekologi
Individerna vilar på dagen i grottor, i gruvor eller i trädens håligheter. Där bildas mer eller mindre stora flockar, ibland tillsammans med andra fladdermöss. Pteronotus parnellii blir efter solnedgången aktiv och letar sedan 5 till 7 timmar utan paus efter föda. Den jagar flygande insekter som nattfjärilar eller skalbaggar. För att hitta födan används ekolokalisering. Arten flyger vanligen över långsträckta skogsgläntor och undviker vattendrag.
Hos denna fladdermus förekommer bara en parningstid i januari. Den enda ungen föds på fastlandet i maj vid början av regntiden när tillbudet av föda är störst. Ungen är i början hjälplös utan päls och med slutna ögon och öron. Den diar sin mor fram till juli.
Antalet medlemmar i en koloni kan ligga mellan några hundra och några få tusen. På västindiska öar kan tiden för ungarnas födelse avvika från fastlandet. Före ungarnas födelse bildar honor egna kolonier som är allmänt skilda från hannarna. Enstaka hannar tillåtas stanna kvar.
Lätet som används för ekolokaliseringen består av tre segment. Det första är 2 till 3 millisekunder lång med varierande frekvens och det andra är 16 till 18 millisekunder lång med en jämn frekvens av 62 kHz. Det tredje segmentet är liksom det första. Med den långa jämna frekvensen i mitten av lätet är Pteronotus parnellii unik bland Nya världens fladdermöss. Däremot har några hästskonäsor från Gamla världen ett liknande läte.

## Bildgalleri

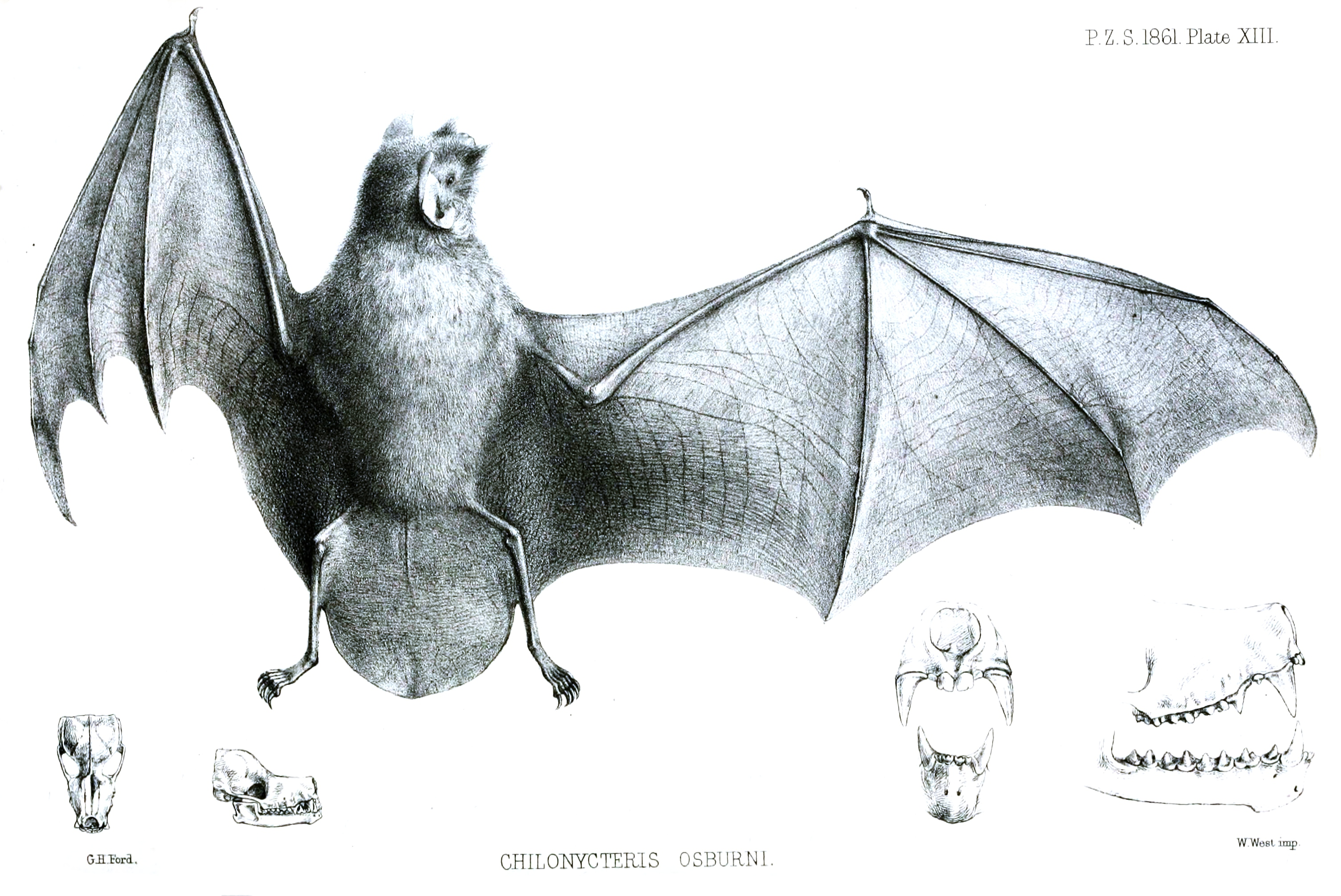